# Parc national du Cap-Melville
Pour les articles homonymes, voir Melville.
Le parc national du Cap-Melville est un parc national situé au Queensland en Australie. Il est situé à 1 711 km au nord-ouest de Brisbane.